# 安乐溪乡
安乐溪乡，是中华人民共和国贵州省毕节市赫章县下辖的一个乡镇级行政单位。

## 行政区划
安乐溪乡下辖以下地区：
安乐村、高桥村、瓦窑村、丰岩村、甘河村、花秋村、营坪村、青山村、碗厂村、大茶村、平顶村、营上村和小河村。